# Бак (резервуар)

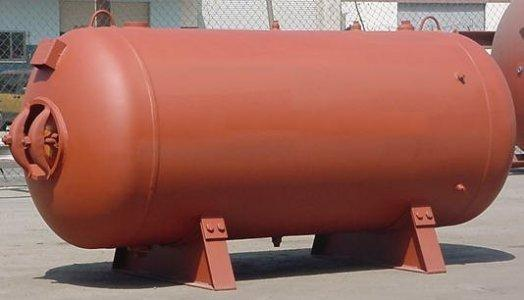
Стальная цистерна для хранения под давлением

Бак (резервуар) — большая ёмкость для хранения жидкости.

## Бак для воды
Бак делается из дерева, железа или чугуна и предназначается для запаса воды в особенности при малых водоснабжениях, например, для отдельных жилых зданий, станций железных дорог. Такие резервуары устанавливаются в непромерзаемых помещениях и на соответственной высоте, чтобы вода из них могла достигнуть требуемых мест. Деревянные баки делаются круглой или эллиптической формы из клёпок, обтянутых железными обручами как обыкновенная бочка. Такие баки изнутри и снаружи окрашиваются масляной краской и собираются на пропитанной маслом пакле. Железные баки обыкновенно склёпываются из котельного железа четырёхугольной или круглой формы. Железо для этого употребляется толстое, ввиду порчи от ржавчины, против чего баки обыкновенно окрашивают краской, например, масляной (суриком). Для противодействия распору, баки внутри связываются железными скреплениями: круглой формы —— крестообразно, а четырёхугольные — несколькими поперечными прутьями. При устройстве баков очень большой ёмкости, снаружи приклёпывается вертикально по стенам угловое или тавровое железо, a также на краю, сверху бака. Небольшие круглые железные баки устанавливаются в зданиях без особых подпор, посредством чугунных колец, на закраинах с внутренней стороны стен. Под баки большей ёмкости подводятся ещё железные балки. Когда баки ставятся без балок, на закраинах лишь здания, то во избежание прогиба дна их им придают внизу выпуклую форму, в виде шарового отрезка, отчего и вместимость бака увеличивается. Вообще, при установке баков нужно обращать особое внимание на то, чтобы со всех сторон был свободный доступ для осмотра и окраски их, в особенности дна, которое во избежание ржавчины должно быть свободно или же опираться на решётку. Каждый бак должен иметь не менее трёх отверстий с трубами, именно: впускную, выпускную и спускную трубы. Эта последняя, значение которой — не давать ему переполниться, должна быть немного ниже верхнего края.
Чтобы предохранить воду в баке от замерзания, употребляются разные способы; проводят через бак металлическую дымоотводную трубу или отработанный пар, или же устраивают особые кипятильники, в виде вертикальных котлов. При таком устройстве котёл соединён с баком двумя трубами, одна соединяет низ котла с низом бака, другая верх котла с верхом бака. Когда вода нагревается, то начинается известное круговое движение её, причем нагретая часть поднимается вверх, а холодная опускается вниз. Подобным устройством не только предупреждается замерзание воды в баке, но и представляется возможным подавать в тендера нагретую до требуемой степени воду, что имеет особенное значение зимой. При проведении воды в дома ставят запасные баки, которые, во время порчи магистралей, снабжают водой домовые краны и вместе с тем способствуют уменьшению влияния ударов и сотрясения при движении воды в водопроводе. Величина и вид баков зависят от места их установки и нужного количества воды. Затем бывают ещё чугунные баки, состоящие из плит или досок с закраинами, которые свинчиваются болтами с прокладкой в швах свинцовых листов. Подобного рода баки были, в частности, устроены в Карлсруэ, Циткау и других местах. Цилиндрические чугунные баки стягиваются железными толстыми обручами независимо от соединения закраин болтами.

## Топливный бак
Существуют также баки для хранения топлива. Как правило, их делают из негорючих материалов (металлов). Топливные баки снабжаются герметичными крышками для предотвращения испарения.

## Отличие бака от других сосудов (ёмкостей)
Главной отличительной особенностью бака от других сосудов — это давление внутри, равное атмосферному (или близкое к атмосферному). Обычно баки имеют неплотную крышку, либо вообще не имеют таковой.
Очень часто гидроаккумуляторы называют «закрытый расширительный бак», что противоречит общепринятому понятию слова «бак». Применение термина «бак» для сосудов, работающих под давлением скорее всего связано с развитием технологий. Например, раньше расширительные баки были преимущественно открытого типа, топливные баки не имели герметичных крышек и т. д.
Сосуды, которые работают под давлением правильнее называть «баллон», «баллон высокого давления», «ёмкость высокого давления закрытого типа».